# Ейса Гонсалес
Ейса Гонсалес Рейна (на испански: Eiza González Reina) е мексиканска актриса и певица.

## Биография
Родена е в Каборка, Сонора, Мексико на 30 януари, 1990 г. Дъщеря е на бившия мексикански модел Гленда Рейна. Когато е била на 12 години, баща ѝ е загинал в автомобилна катастрофа. Учи в Edron Academy и American School Foundation в Мексико Сити. Сега Ейса живее в Мексико Сити с майка си и по-големия си брат. Владее английски и малко италиански език.

## Актьорска кариера
На 14-годишна възраст е приета в CEA (Centro de Educación Artística) към Телевиса. Получава първата си главна роля в младежката теленовела „Лола, имало едно време...“ благодарение на продуцента Педро Дамян, който я открива. След тази роля участва в епизод от втория сезон на филма „Жени убийци“. През 2010 – 2011 получава роля в теленовелата „Мечтай с мен“, а през 2012 г. в теленовелата „Истинската любов“.

## Филмография

### Теленовели
- Истинската любов (Amores verdaderos) (2012) – Никол Бриц
- Мечтай с мен (Suena conmigo) (2010/11) – Клара Молина/Рокси Поп

- Plaza Sesamo (2008) – Лола
- Лола, имало едно време (Lola, erase una vez) (2007) – Лола Валенте

### Телевизия
- Жени убийци (Mujeres asesinas) (2009) – Габриела Ортега
- Una Familia De Tantas (2008) – Габи
- „От здрач до зори - телевизонните серии“. вампирката Сантанико Пандениум, 30 серии (2014 – 2016 г.), главна женска роля

### Филми
- Хортън (2008) – Джесика
- Casi30 (2012) – Кристина
- Круд (2013) – Еед Кроод
- Почти на 30 (Casi treinta) (2014)
- Бързи и яростни: Хобс и Шоу (2019) – Мадам М
- Райски Хълмове (2019) – Амарна (поддържаща роля)
- Блъдшот (2020) – Кей Ти

## Театър
- Hoy no me puedo levantar (2008) – Камео
- I love Romeo y Julieta (2012) – Жулиета

## Дискография
- Contracorriente (2009)
- Te Acordaras de Mi (2012)
- TBA (2013)